# Stefan Mollath
Stefan Mollath (* 10. April 1994) ist ein deutscher Handballspieler. In der Variante Beachhandball ist er deutscher Nationalspieler.

## Privates
Stefan Mollath besuchte die Eichendorffschule in Kelkheim. Er ist gelernter Mechatroniker für Kältetechnik. Die Ausbildung machte er berufsbegleitend in einer dualen Ausbildung und wurde als bester Prüfungsbester seines Jahrgangs ausgezeichnet.

## Hallenhandball
Mollath begann mit dem Handballsport als Sechsjähriger 2000 bei der TSG Münster und gehört dem Verein seitdem an. Der linke oder zentrale Rückraumspieler spielt für die zweite Mannschaft des Hessen-Oberligisten TSG in der Bezirksoberliga.

## Beachhandball
Seine größeren Erfolge feierte Mollath bislang im Beachhandball. Der Allrounder spielt hier für seit 2014 den von TSG-Münster-Spielern getragenen deutschen Spitzenverein BHC Beach & Da Gang Münster. Mit diesem gewann er Deutschen Beachhandball-Meisterschaften 2018 und 2019 die Titel bei den Deutschen Meisterschaften, 2021 wurde er Vizemeister und zum Besten Spieler des Turniers MVP gewählt. 2018 wurde er zum wertvollsten Offensivspieler des Finalturniers gewählt und war zudem bester Torschütze. Beim EHF Beach Handball Champions Cup wurde er mit seiner Mannschaft 2018 Siebter, 2019 Vierter. 2015 wurde er zum besten Specialist des Turniers gewählt.

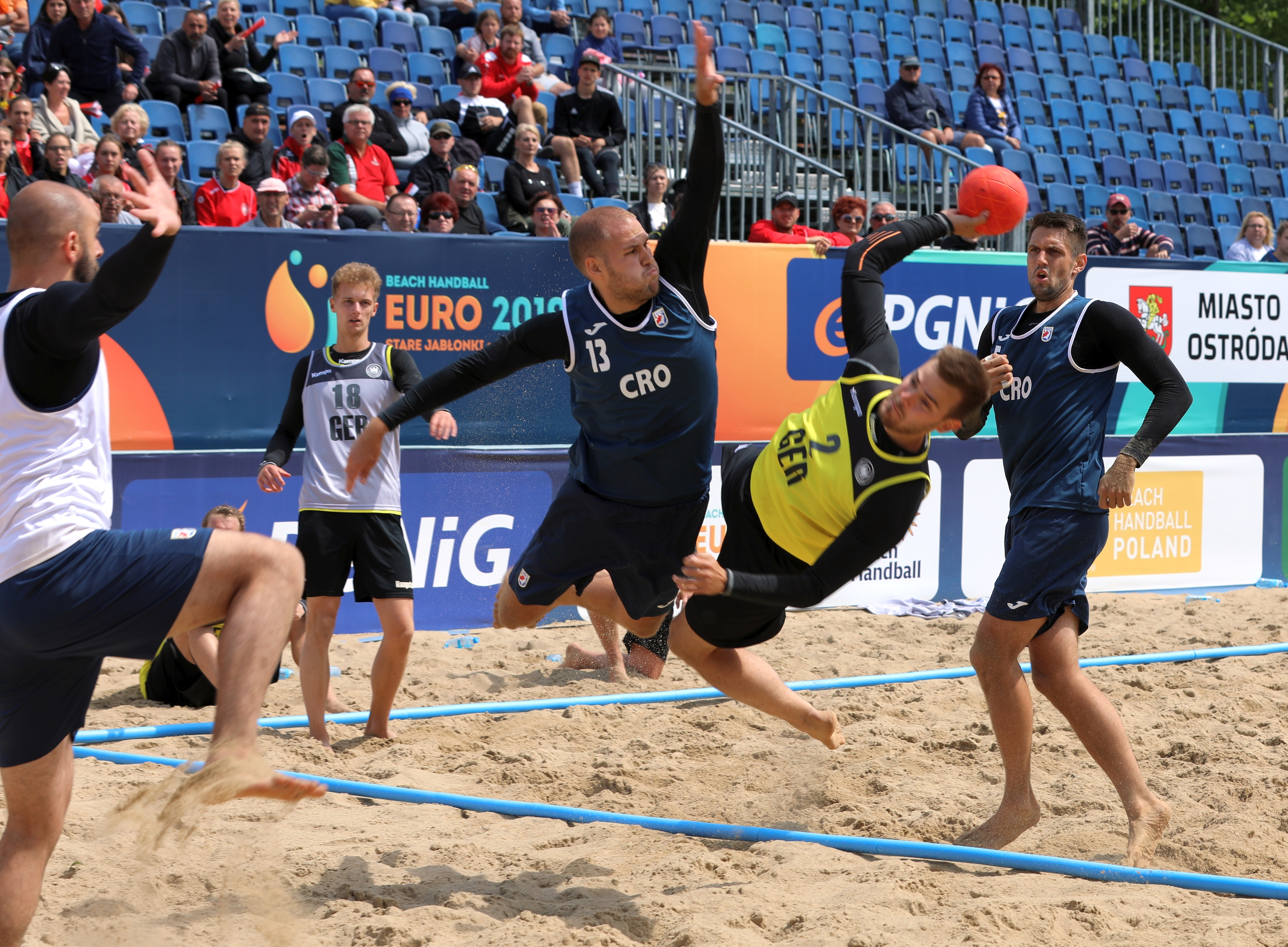
Mollath beim Torwurf auf das Tor von Domagoj Grahovac im letzten Platzierungsspiel gegen Kroatien bei der EM 2019: Josip Leko (#13) versucht den Wurf zu blocken, Ivan Jurić kann nur noch beobachten; im Hintergrund Fynn Hangstein (#18)

Nachdem der DHB 2008 seine Nationalteams trotz einiger erreichter Erfolge aufgelöst hatte, dauerte es acht Jahre, bis nach der Pause wieder deutsche Beachhandball-Nationalmannschaften an internationalen Turnieren teilnahmen. Für die Junioren-Nationalmannschaften war Mollath mittlerweile zu alt, er gehörte auch nicht zum Aufgebot der Europameisterschaften 2017. 
Mollaths erste Berufung für ein Turnier erfolgte zwei Jahre später für die Beachhandball Euro 2019 in Stare Jabłonki, Polen. Er startete mit der deutschen Mannschaft perfekt in das Turnier. Alle vier Vorrundenspiele gegen den amtierenden Europameister Spanien, die Spitzenmannschaft Norwegen sowie Rumänien und Türkei wurden gewonnen. Verlustpunktfrei gingen die Deutschen damit in die Hauptrunde. Hier verkehrte sich die Situation und man verlor nacheinander gegen den Favoriten Dänemark, den Außenseiter Serbien sowie das Spitzenteam aus Russland. Alle drei Niederlagen erfolgten allerdings erst im Shootout. Gegen die Serben war Mollath mit zehn erzielten Punkten hinter Emil Paulik der zweitbeste deutsche Werfer. Aufgrund der aus der Vorrunde mitgenommenen Punkte belegte die Mannschaft dennoch den dritten Rang der Hauptrundengruppe und zog damit in das Viertelfinale ein. Dort unterlag das deutsche Team dem Vizeweltmeister aus Ungarn im Shootout, nachdem die Deutschen die Ungarn im zweiten Durchgang dominiert hatten. Nach einem Sieg im ersten Platzierungsspiel über Frankreich spielte Deutschland im letzten Spiel erneut gegen Kroatien um den fünften Platz und damit auch die WM-Qualifikation. Es folgte die einzige Zweisatzniederlage der Deutschen im Turnier, diese war jedoch sehr knapp, in beiden Durchgängen unterlag Deutschland nur mit jeweils einem Punkt. Zudem erzielten die Kroaten ihr letztes Tor im Sudden Death. Mollath kam abgesehen vom Spiel gegen die Türkei in allen übrigen neun Spielen zum Einsatz und erzielte dabei 51 Punkte.
Nach den Coronabedingten Ausfällen der Spiele 2020 wurde Mollath im Januar 2021 erneut in den Kreis der Nationalmannschaft für die German Beach Trophy 2021 berufen.